# NGC 18
NGC 18 – gwiazda podwójna znajdująca się w gwiazdozbiorze Pegaza. Została błędnie skatalogowana jako obiekt typu mgławicowego przez Hermana Schultza 15 października 1866 roku. Poszczególne gwiazdy mają jasność 13,4 i 13,6m.